# Audeux
Audeux je naselje in občina v francoskem departmaju Doubs regije Franche-Comté. Leta 2008 je naselje imelo 445 prebivalcev.

## Geografija
Kraj leži v pokrajini Franche-Comté 14 km zahodno od Besançona.

## Uprava
Audeux je sedež istoimenskega kantona, v katerega so poleg njegove vključene še občine Auxon-Dessous, Berthelange, Burgille, Champagney, Champvans-les-Moulins, Chaucenne, Chemaudin, Chevigney-sur-l'Ognon, Corcelles-Ferrières, Corcondray, Courchapon, Dannemarie-sur-Crète, École-Valentin, Émagny, Étrabonne, Ferrières-les-Bois, Franey, Franois, Jallerange, Lantenne-Vertière, Lavernay, Mazerolles-le-Salin, Mercey-le-Grand, Miserey-Salines, Moncley, Le Moutherot, Noironte, Pelousey, Pirey, Placey, Pouilley-Français, Pouilley-les-Vignes, Recologne, Ruffey-le-Château, Sauvagney, Serre-les-Sapins, Vaux-les-Prés in Villers-Buzon s 26.983 prebivalci.
Kanton Audeux je sestavni del okrožja Besançon.
1. ↑  »Populations légales 2016«. Nacionalni inštitut za statistične in gospodarske raziskave. Pridobljeno 25. aprila 2019.